# Tuta blu (film)
Tuta blu (Blue Collar) è un film drammatico del 1978 diretto da Paul Schrader, al suo debutto alla regia, e interpretato da Richard Pryor, Harvey Keitel e Yaphet Kotto.
Nel 1979 è stato presentato in concorso alla 29ª edizione del Festival di Berlino.

## Trama
Zeke, Jerry e Smokey sono tre amici che lavorano come operai in uno stabilimento automobilistico di Detroit. Stanchi di tirare avanti con i pochi soldi che guadagnano e delle condizioni in cui sono costretti a lavorare, una notte organizzano un piano per rapinare l'ufficio sindacale. Il colpo sembra un fallimento quando nella cassaforte trovano solo 600 dollari, ma tra il materiale rubato ci sono anche documenti che provano i legami del sindacato con la criminalità organizzata. Decidono così di ricattare il sindacato, ma la situazione sfugge di mano ai tre amici che si ritrovano messi l'uno contro l'altro e con conseguenze tutt'altro che piacevoli.

## Produzione
Tuta blu è stato il primo film diretto da Paul Schrader e il secondo sceneggiato con il fratello Leonard dopo Yakuza del 1974.
Girato in 35 giorni negli impianti della Checker Cab Company di Detroit, ha rappresentato una prova molto impegnativa per il regista che a fatica è riuscito a portare a termine le riprese. L'atmosfera sul set era particolarmente tesa soprattutto perché i tre protagonisti discutevano costantemente. C'erano frequenti litigi, insulti, allontanamenti dal set e "stalli alla messicana". Secondo quanto raccontato da Schrader, in due occasioni diverse Richard Pryor ha colpito Harvey Keitel con un pugno e lanciato a Yaphet Kotto una sedia, arrivando addirittura a puntare una pistola contro lo stesso regista dicendogli che non avrebbe in alcun modo girato per più di tre volte la stessa scena.
L'attore George Memmoli ha presentato una denuncia da 1 milione di dollari contro Pryor, sostenendo che lo aveva colpito con una sedia durante le riprese causandogli una frattura cranica.

## Distribuzione
Il film è stato distribuito negli Stati Uniti dal 10 febbraio 1978. Nell'ottobre dello stesso anno è stato proiettato al Festival du Film de Paris e nel 1979, oltre alla Berlinale, alla Mostra internazionale del Nuovo Cinema di Pesaro.
In Italia non ha avuto una distribuzione cinematografica ed è stato trasmesso in prima visione televisiva il 19 marzo 1986 su Rai 3.
In seguito è stato proiettato nell'ambito di retrospettive al Vancouver International Film Festival (1998), all'Avignon/New York Film Festival (1998) e al Santiago Festival Internacional de Cine (2016).

### Date di uscita
- USA (Blue Collar) - 10 febbraio 1978
- Francia (Blue Collar) - 29 novembre 1978
- Norvegia (Detroit - avdeling 291) - 6 febbraio 1979
- Svezia (Avdelning 291 - Detroit) - 17 aprile 1979
- Paesi Bassi (Blue Collar) - 10 maggio 1979
- Germania Ovest (Blue Collar - Kampf am Fließband) - 11 maggio 1979
- Finlandia (Osasto 291 - Detroit) - 24 agosto 1979
- Danimarca (Knive i ryggen) - 5 novembre 1979
- Portogallo (Blue Collar) - 7 dicembre 1979
- Austria (Blue Collar) - marzo 1980
- Ungheria (Jóbarátok) - 8 ottobre 1981

## Accoglienza

### Incassi
Il film ha incassato circa 6,5 milioni di dollari negli Stati Uniti.

### Critica
Tuta blu ha ricevuto recensioni positive da parte della critica. Sul sito aggregatore di recensioni Rotten Tomatoes ha un indice di gradimento del 100% sulla base di 8 recensioni, con un voto medio di 7,4 su 10.
Il giornalista e critico Gene Siskel ha piazzato Tuta blu al 4º posto nella sua classifica dei migliori film del 1978 e il regista Spike Lee lo ha incluso nella sua personale "Lista di film che ogni aspirante filmmaker dovrebbe vedere".
Il critico Roger Ebert lo ha definito "arrabbiato e radicale" ma anche "incredibilmente divertente" giudicandolo un debutto straordinario per Paul Schrader ed elogiando i tre protagonisti "al top della loro forma", in particolare Richard Pryor. Nella stessa recensione Ebert scrive: «Il film è sia un atto d'accusa che intrattenimento, e funziona altrettanto bene sia a livello umano sia con le sue preoccupazioni teoriche».
Secondo Vincent Canby del New York Times il film raggiunge il suo meglio «nel descrivere la qualità della vita quotidiana dei tre protagonisti», mentre «qualcosa comincia ad andare storto nel disegno melodrammatico che vede i tre amici rapinare la sede sindacale».
Nella sua recensione sul Chicago Reader, Ben Sachs ha giudicato il film «emozionante come ritratto sociale e come dramma psicologico», e quella con Richard Pryor una delle migliori collaborazioni di Paul Schrader: «Le qualità che hanno reso così vitali le stand-up comedies di Pryor, la padronanza dei piccoli dettagli, l'empatia che gli ha permesso di celarsi dietro i personaggi, un'immaginazione che ha reso divertente anche la disperazione su questioni sociali, sono molto evidenti in Tuta blu».
Anche Michael Betzold di AllMovie ha elogiato la performance di Pryor, in un ruolo «che utilizza la sua umanità espressiva per scopi diversi da quelli comici», ed ha definito Tuta blu «un raro film americano che lancia uno sguardo fermo e risoluto sulla vita della classe operaia».

## Riconoscimenti
- 1978 – Los Angeles Film Critics Association
  - Miglior colonna sonora (2º posto) a Jack Nitzsche

## Colonna sonora
Oltre a brani di Jeanne Pruett, Howlin' Wolf, Ike & Tina Turner e Lynyrd Skynyrd, la colonna sonora include tracce composte e arrangiate da Jack Nitzsche, inclusa Hard Workin' Man cantata da Captain Beefheart, ed eseguite da Jesse Ed Davis (chitarra), Ry Cooder (chitarra), Tim Drummond (basso), Jim Keltner (batteria), Milt Holland (percussioni) e Stan Szelest (pianoforte).
È stata pubblicata su vinile nel 1978 dalla MCA Records e in versione CD nel 1995 dalla Edsel Records.

### Tracce
1. Hard Workin' Man (3:29) - Captain Beefheart
2. Zeke, Jerry & Smokie (1:47)
3. Satin Sheets (3:21) - Jeanne Pruett
4. Party (1:34)
5. Wang Dang Doodle (2:27) - Howlin' Wolf
6. Coke Machine (1:47)
7. Quittin' Time (2:15)
8. Goodbye, So Long (2:00) - Ike & Tina Turner
9. Easy Listening (1:38)
10. Saturday Night Special (3:30) - Lynyrd Skynyrd
11. F.B.I. (1:10)
12. Blue Collar (4:35)